# Cremnomys elvira
Cremnomys elvira  (Ellerman, 1946) è un roditore della famiglia dei Muridi diffuso in India.

## Descrizione

### Dimensioni
Roditore di piccole dimensioni, con la lunghezza della testa e del corpo tra 126 e 149 mm, la lunghezza della coda tra 180 e 196 mm, la lunghezza del piede tra 30 e 32 mm e la lunghezza delle orecchie tra 21 e 22 mm.

### Aspetto
La pelliccia è soffice. Le parti superiori sono grigio-brunastre, mentre le parti inferiori sono bianco-grigiastre. I piedi sono bianchi. Il quinto dito del piede è più lungo dell'alluce. Sono presenti 6 cuscinetti sulla pianta dei piedi. La coda è più lunga della testa e del corpo, scura sopra e più chiara sotto. Le femmine hanno un paio di mammelle pettorali e 2 paia inguinali. Il cariotipo è 2n=36 FN=36-37.

## Biologia

### Comportamento
È una specie notturna e fossoria.

## Distribuzione e habitat
Questa specie è conosciuta soltanto sui Ghati orientali, nello stato indiano del Tamil Nadu.
Vive nelle foreste decidue secche tropicali fino a 600 metri di altitudine, dove è spesso osservato in aree rocciose.

## Conservazione
La IUCN Red List, considerato l'areale limitato e il continuo declino nella qualità del proprio habitat, classifica C.elvira come specie in grave pericolo (CR).